# Mimusops ebolowensis
Mimusops ebolowensis là một loài thực vật có hoa trong họ Hồng xiêm. Loài này được Engl. & K.Krause mô tả khoa học đầu tiên năm 1913.